# Hexylcinnamaldehyd
Hexylcinnamaldehyd (též hexylcinnamal; systematický název (2E)-2-benzylidenoktanal, sumární vzorec C15H20O) je aldehyd odvozený od kyseliny skořicové. Používá se jako vonné aditivum pro výrobu parfémů a kosmetiky. Přirozeně se vyskytuje v esenciálním oleji heřmánku.

## Vlastnosti
Hexylcinnamaldehyd je světle až sytě žlutá čirá kapalina nebo pevná látka nerozpustná ve vodě, ale rozpustná v olejích.

## Toxicita
Hexylcinnamaldehyd je podle klasifikace DIMDI zařazen jako alergen třídy B. Ve vyšších než doporučených koncentracích působí dráždivě.